# فونتانا لیری
فونتانا لیری (انگلیسی: Fontana Liri) یک کومونه در ایتالیا است که در استان فروزینونه و در ۹۰ کیلومتری شهر رم واقع شده است. این شهرک زادگاه مارچلو ماسترویانی بازیگر نامدار ایتالیایی است.